# Inköpssystem
Inköpssystem är den del av en organisations affärssystem som hanterar och stödjer inköpsprocessen. 
Ett inköpssystem innefattar ofta någon form av kataloghantering av leverantörernas produkter samt ett verktyg för att skapa inköpsordrar, som skickas till leverantören via exempelvis mail, fax eller elektroniskt via EDI. Mer avancerade inköpssystem hanterar hela inköpsprocessen elektroniskt, från det att en order skapas och skickas till det att den resulterande leverantörsfakturan attesteras och registreras för betalning i kundens affärssystem.